# Rebecca Hamilton
Rebecca Lynn Hamilton –conocida como Becca Hamilton– (Madison, 12 de julio de 1990) es una deportista estadounidense que compite en curling. Su hermano Matthew compite en el mismo deporte.
Ganó una medalla de bronce en el Campeonato Mundial de Curling Femenino de 2021 y una medalla de bronce en el Campeonato Pan Continental de Curling Femenino de 2023.
Participó en dos Juegos Olímpicos de Invierno, ocupando el octavo lugar en Pyeongchang 2018 y el sexto en Pekín 2022, en la prueba femenina.

## Palmarés internacional
| Campeonato Mundial         | Campeonato Mundial | Campeonato Mundial | Campeonato Mundial |
| Año                        | Lugar              | Medalla            | Prueba             |
| -------------------------- | ------------------ | ------------------ | ------------------ |
| 2021                       | Calgary (Canadá)   | Medalla de bronce  | Equipo             |
| Campeonato Pan Continental |                    |                    |                    |
| Año                        | Lugar              | Medalla            | Prueba             |
| 2023                       | Kelowna (Canadá)   | Medalla de bronce  | Equipo             |